# 库尔舍韦尼
库尔舍韦尼（法語：Cour-Cheverny，法語發音：[kuʁ ʃəvɛʁni]）是法国卢瓦-谢尔省的一个市镇，属于布卢瓦区。

## 地理
库尔舍韦尼（47°30'34"N, 1°27'22"E）面积29.8 平方千米，位于法国中央-卢瓦尔河谷大区卢瓦-谢尔省，该省份为法国中北部省份，北起厄尔-卢瓦省，东北接卢瓦雷省，东南接谢尔省，南至安德尔省，西南接安德尔-卢瓦尔省，西北接萨尔特省。
与库尔舍韦尼接壤的市镇（或旧市镇、城区）包括：塞莱特、舍韦尼、索洛涅地区方丹、尚博尔附近蒙、索洛涅地区图尔。

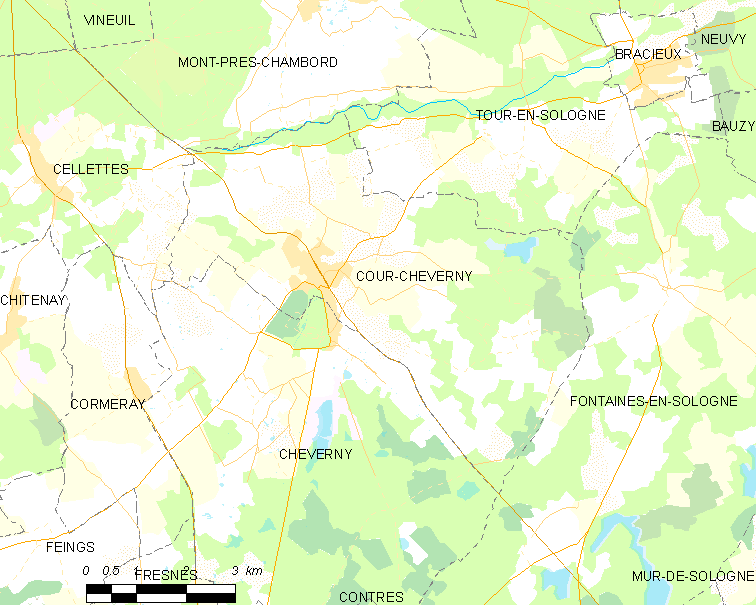
库尔舍韦尼的OSM定位图

库尔舍韦尼的时区为UTC+01:00、UTC+02:00（夏令时）。

## 行政
库尔舍韦尼的邮政编码为41700，INSEE市镇编码为41067。

## 政治
库尔舍韦尼所属的省级选区为维讷伊县。

## 人口

1962-2008年间库尔舍韦尼人口变化图示

库尔舍韦尼于2022年1月1日时的人口数量为2830人。